# 周啟廉
周啟廉（英語：Chow Kai-lim）於屯門出生。曾任職社福機構組織幹事、議員助理及社區主任，擁有認可調解員及促導員資格。2019年香港區議會選舉當選為屯門區議會湖景民選區議員，2021年香港區議員宣誓儀式判定宣誓有效。2022年任職屯門區議會交通及運輸委員會主席期間，拍板通過多項有益屯門區但拖延多年的項目，如巴士路線重組、西鐵南延線、十一號幹線及屯門繞道等，與官員合作無間，而且深受居民歡迎。

## 曾任公職
第六屆屯門區議會（2020－2023年）
- 區議員
- 交通及運輸委員會主席
- 環境衞生、氣候變化及可持續發展委員會主席
- 工商業及房屋委員會副主席
- 工商業、房屋及社會服務委員會委員
- 地區設施管理及環境衞生委員會委員
- 地區設施管理委員會委員
- 財務、行政及宣傳委員會委員
- 房屋事務工作小組召集人
- 交通及運輸工作小組召集人
- 社區危機應對小組成員
- 屯門對外交通工作小組成員
- 設施及工程工作小組成員
- 區議會宣傳推廣工作小組成員
- 勞工法例及政策工作小組成員
- 環境保護工作小組成員
- 屯門區發展及規劃工作小組成員
- 屯門大型活動工作小組成員
- 工商業、房屋及社會服務工作小組成員
- 社區參與工作小組成員
- 屯門區議會考察團籌備工作小組成員
- 2024年區議會掛曆、利是封及2022-2023區議會工作報告事宜工作小組成員

## 其他職務
- 社會福利署屯門區福利協調機制－屯「結」委員
- 機場社區聯絡小組成員
- 屋邨管理諮詢委員會委員
- 屋邨評審委員會委員
- 屯門南延綫社區聯絡小組成員
- 互助委員會執行委員

## 地區工作
跟進大廈雨天渠倒灌問題

湖景邨的排水管設計令天井去水渠未能及時排走大量雨水。三十多年來每逢下大雨，樓層走廊去水渠均會出現倒灌情況，令污水浸濕走廊、樓梯和地下大堂，居民出入需要涉水而行，亦要擔心污水湧入單位。周啟廉曾到訪不同雙塔式的屋邨視察，了解其他井型屋邨的去水設計，認為是排水管未能應付大量雨水所致，所以不斷提出改善建議，可惜房署未有認真理會。因此2019年暑假，周啟廉與時任房委會資助房屋小組主席黃遠輝見面和請願，要求責成房署改善湖景邨走廊倒灌問題。及後房署接納意見升高排水渠出口，並試驗加裝喉管接駁排水口，以及安排全邨照渠和清理渠內樹根。
引入中醫流動醫療車

湖景邨不設商場店舖，也未有機構提供中醫醫療服務。周啟廉留意到長者希望使用醫療劵惠顧中醫，亦有居民需要長期服用中藥調理身體，但為節省醫療開支而專程預約其他屋苑的慈善機構中醫流動醫療車。周啟廉與博愛醫院達成合作，以協辦名義將中醫流動醫療車引入湖景邨，停泊在湖畔樓外為基層巿民提供廉價、便捷、到點的中醫內科、針灸、骨傷和配藥等服務。現時更擴展提供夜診時段，方便傍晚下班居民。
增設湖山路的士落客站

乘搭的士前往湖景邨二期需要繞經湖翠路及蝶景路入邨，普遍居民會在湖山路湖暉樓對出天橋底花槽下車，然後跨欄返回屋邨，以節省車資和時間。周啟廉上任前爭取加設落客處，運輸署回應該處不是行人路無法加設落客站，房屋署回應邨外沒有行人路不可拆走欄杆。周啟廉上任後，聯同多個部門溝通，成功解決到加鋪行人路及搬遷樹木等最大障礙，最終獲各部門同意增設的士落客站，惠及居民。
跟進湖山遊樂場多宗非禮案

過往凌晨時份，湖山遊樂場、湖山橋及湖康橋附近不時發生非禮案。周啟廉得悉後，約見房屋署、警務處、康文署及路政署夜晚到場，要求改善環境昏暗及過份僻靜問題。現時公園、天橋及屋邨已加上多塊魚眼鏡及提示橫額，同時增聘保安員在公園通宵當值，公園沿路多支街燈提升了光強度，期望可警剔夜歸居民及犯案人。雖然進行各項改善工作後，再未有受害者報案，周啟廉仍將單張放進全邨信箱，提醒獨行女生深夜回家應預早聯絡家人接送，並避免只專注使用手機，應多留意附近路面情況。
跟進湖景肺炎確診個案

湖景邨各座大廈均有居民不幸感染2019冠状病毒病，近乎逢星期六晚上衛生署公佈的確診大廈名單湖景邨都有確診個案。第1432宗個案湖光樓患者為第三波疫情爆發初期的群組感染者，當時受社會注目。周啟廉積極追蹤感染者背景，取得第一手資訊和經覆查後，在不影響患者私穩下，便立刻向公眾發佈，資料比政府公佈還要豐富，以釋除居民恐懼，同時要求各部門加強清潔消毒安排，並自費購入防疫用品派發予居民。周啟廉更揭發第2445宗及第2492宗一直未有公佈住址的個案為湖景邨居民；而第3677宗個案因一直追蹤不到患者單位，而被揭發並非居湖景邨居民。周啟廉質疑衛生署處理資料粗疏，亦使其他部門有藉口以無官方公佈資料為由而不跟進後續消毒工作，最終迫使衛生署列回第2492宗確診個案居於湖翠樓及修改第3677宗個案住址。
改善垃圾袋過薄問題

湖景邨房署派發的垃圾袋質素差劣，膠袋薄身之餘，未曾使用也可見破損裂痕，被居民評為真正的「垃圾膠袋」。周啟廉多番爭取強韌度更高的垃圾膠袋，以防垃圾袋突然破損令垃圾散落四周，影響環境衛生，最終房署兩度更換垃圾袋款式。可惜消息公佈後，被網民批評不環保及免費派發仍要求高，而邨民力撐周啟廉細心、體貼，換款後讓居民可安心使用。
跟進屋邨聚賭問題

湖景邨湖碧樓對出的象棋枱為屯門碼頭區最大聚賭地方，平日多達七十人聚集賭博和圍觀，有「天文台睇水」，並每日提供及開關棋盤木枱。該群人士不但非法賭博，違反限聚令及口罩令，更不時吐痰、吸煙、便溺及發出噪音滋擾樓上居民，問題已維持廿多年。周啟廉上任後不斷聯同房屋署打擊，亦不時圍封及清洗地方，同時加裝閉路電視及圍欄，現時聚賭情況稍為收儉。從過往發出的告票可見，被檢控的人士全部並非居住在湖景邨，無法透過屋邨扣分制收回公屋單位，卻被人濫用湖景邨設施。周啟廉認為如房署未能有效管理設施，應長遠拆去該處所有象棋枱，改建更有益居民身心的康體設施。房屋署原接納意見，唯2022年湖碧樓互助委員會認為長者日常生活苦悶而反對，房屋署暫緩清拆工程。周啟廉仍不斷在區議會要求房署跟進，及後房署清拆一半棋枱並改建長者健身設施，並計劃視乎撥款資源分散其餘棋枱。
跟進屋邨清潔問題

湖景邨清潔問題多年來飽受批評，周啟廉上任後不斷跟進長年累積問題，例如引入磨地機、改善垃圾收集站垃圾爆滿阻塞馬路、在樓層大堂加放垃圾桶等。同時關注清潔工友待遇，請願成功爭取改善外判合約制度，提高清潔工友薪金，亦協助湖景邨清潔工友向舊清潔公司追討供回強積金及發還遣散費。在居民與清潔工之間取平衡各方需要，亦從中改善屋邨清潔問題。然而由於清潔行業難請人，且崗位人手轉換頻繁，屋邨清潔質素不穩定，仍需要多加指導和監督。此外亦需要加強邨民的公德心教育，以及房署加強執法行動。
跟進家長車阻塞馬路問題

湖景邨內有四間中學、兩間小學和兩間幼稚園，在上學和放學時段，邨內馬路出現多輛家長接送車違泊在湖暉街兩旁，影響垃圾車上桶及阻礙月租停車場車輛出入，並且有不少學生隨意踏出和橫過馬路，非常危險。周啟廉大膽提議和試行擺放三十個雪糕桶後，阻塞情況已大幅改善，亦為駕駛者加闊視野距離。
翻新邨內減速壆及斑馬線

蝴蝶邨「蝶景路」出名多減速壆，而近湖景一段以石屎製的減速壆有過高刮底問題。兩個屋邨的房署接納周啟廉意見，更換邨內減速壆組件，而仁德小學對出、OK便利店對出、湖光樓對出及湖碧樓對出的減速壆為石屎製，會拆除及重建為現今標準款式。此外，亦會為沿路斑馬線重新髹油，讓馬路標記更清晰。
試行復辦輕鐵506

506巴士一直班次不穩和供不應求，尤其在繁忙時段，中途站乘客無法上車。運輸署和港鐵公司卻只表示巴士會受路面情況影響，多年來班次問題末有太大改著。屯門至赤鱲角隧道通車後，令碼頭區車流大增；加上水務署及渠務署分別封閉湖翠路和龍門路部分行車線以開挖多個井口進行喉管修復工程。因此，周啟廉要求運輸署及港鐵為506採取穩定班次措施，如設兩邊總站和增派巴士等，並在新輕鐵車廂投入服務後試行復辦506輕鐵線，以改善長年累月的脫班問題，並紓緩新公路通車及上述工程所帶來的影響，以及解決巴士逐位乘客上落時間長的問題。港鐵接納意見，於2023年9月在平日早上繁忙時間試辦輕鐵506P線，與506巴士同時提供服務，讓乘客選擇乘搭哪款506。新設的506P為輕鐵506取消20多年後改善506服務不足的重大突破，其後K52新走線更為506提供車海服務。
更換老化鹹水管及鋪設後備水管引進後備水源

以往碼頭區地底鹹水管不斷爆裂，以致沖廁水經常暫停供應。經爭取更換老化水管後，現已大幅減少地底鹹水管爆喉意外。然而，由於供應鹹水給屯門區的「美樂里抽水站」在碼頭供水源頭，即使屯門中部（例如山景一帶）爆水管都需要停泵，令碼頭區無爆水管都一齊停鹹水。周啟廉要求水務署增加閘制分隔、為碼頭區增加後備水管供水的訴求已獲接納。後備水管現正舖設中，工程完成後，屯門碼頭區屋苑將會有後備水源從「小欖樂安排抽水站」供應鹹水，假若「美樂里抽水站」泵房故障或碼頭區以外爆水管都可分隔供水範圍，可再減少因爆水管而導致碼頭區屋苑的停水次數。
至於湖景邨內，周啟廉亦逼使到房屋署由最初回覆「狀況良好、爆裂次數不多」，到最近已經決定全邨換地底水管，預計2024年中動工全邨更換。另外，現時蝴蝶同湖景地底水管一齊共用，當蝴蝶邨爆、湖景都會無水。啟廉都要求藉更換工程分家之餘，中間駁埋但用閘掣分隔，互相成為大家的後備。
而湖景邨大廈內，受井型大廈設計所限，現時最少的停水範圍都要停半座樓（300多戶），即使只有一個單位需要維修，就有300多戶陪同停水，與其他屋邨只停每層2戶不同，令住戶有經常停水的感覺。周啟廉找到其他邨井型大廈改裝水管例子。房署回應湖景改裝水管可行，預計2024年中動工，改裝後可減少每次停水受影響的戶數。
增設湖景住戶免費借用手推車服務

周啟廉與房署及清潔公司達成合作，在2021年起新增湖景邨住戶免費借用手推車服務。現時，湖景邨各座地下大堂已備存手推車，供湖景邨居民在有需要時免費借用，住戶只需要向座頭保安員出示住戶證明便可提出借用。
修改區內多條巴士路線

以往修改路線會犧牲某小區固有服務而未能推行方案，以致不少路線多年來都一成不變。周啟廉對區內交通路線極為熟識，作風也非常大膽，任內有廿多條巴士線成功修改，當中有不少令人驚喜的大革新，亦有些是過往一直未能通過的項目，例如：259D全日不繞經安定、506設雙向總站穩定班次、962與952系列重組及更名、K52修改走線、K52P改為506湖景路特快版、259D特別班修訂碼頭區走線、962A不停屯門公路轉車站、增設K52S龍鼓灘特快線、962G銅鑼灣特快返回碼頭線、屯門區內設四條機場A線、259B不入屯青里新屯門中心分站、N50可免費及於轉車站等候N962到站才開出等。其中有些路線修訂會對其選區乘客增添不便，他解釋會在照顧屯門區的整體利益、評估受影響乘客數量及將現有資源運用最大化後，才審慎設計、提議和支持某些方案。如對他選區不利，會另行建議開辦新服務作替代方案，如259D屯門碼頭至市中心段服務由會「悅湖山莊至天水圍」新巴士線替代、E33P重設湖山路分站和在湖翠路與龍門路修改路口後加經湖景路、開辦新E線（現命名為E36C）服務碼頭區替代K52改線後不能由碼頭區前往蝴蝶灣轉E33，並在得到E線碼頭區乘客量數據後開辦E33碼頭區特別班次。
落實各項屯門重大交通基建

時任區議員嚴天生在屯赤隧道通車前，已預視到皇珠路會非常擠塞而一直要求加建屯門西繞道及11號幹線，可惜其他議員對區內走線及公路出口爭議聲極大，工程遲遲未有落實。周啟廉上任後積極跟進前輩的工作，在擔任交委會主席期間，協調區議會極速通過龍富路加設分支路及青雲路出入口、興建屯門繞道、興建11號幹線分流屯門公路負擔，使政府可落實和盡早籌備項目。屯門南延線在拖延多年後，亦在其任內極速完成設計並落實動工興建。始終工程興建需時，原定最遲2036年完工的項目，經爭取後由可提前至2031至2033年期間完工，屆時屯門區交通擠塞問題可在各項基建完工後得到改善。

## 選舉經歷
周啟廉曾於2012年立法會選舉為民協助選，2015年自行在屯門區參與社區工作，擔任屯門社區關注組義工，獲居民提名參選2015年香港區議會選舉屯門區議會湖景選區，挑戰面臨自動當選的民建聯屯門支部主席及時任屯門區議會副主席梁健文，最終以405票之差落選。落選後的11月30日，屯門社區關注組於facebook公佈早於10月底已決定解散所有成員，及後未有再參與。。
其後，周啟廉獲居民鼓勵留下繼續服務湖景邨而辭去原有工作，全職擔任社區主任服務湖景邨。四年後的2019年香港區議會選舉，周啟廉捲土重來，結果取多近二千票反勝時任屯門區議會主席梁健文，得票率為屯門區排名第三位高、公屋選區首位。湖景選區亦首次出現議員更替，終結梁健文長達卅二年的議會生涯。
| 政党   | 政党   | 候选人    | 票数  | %     | ±      |
| ------ | ------ | --------- | ----- | ----- | ------ |
|        | 民協   | ①. 周啟廉 | 3,724 | 67.83 | ▲25.92 |
|        | 民建聯 | ②. 梁健文 | 1,766 | 32.17 | ▼25.92 |
| 多数票 | 多数票 | 多数票    | 1,958 | 35.66 | 不適用 |

| 政党   | 政党           | 候选人    | 票数  | %     | ±      |
| ------ | -------------- | --------- | ----- | ----- | ------ |
|        | 民建聯         | ①. 梁健文 | 1,454 | 58.09 | 不適用 |
|        | 屯門社區關注組 | ②. 周啟廉 | 1,049 | 41.91 | 不適用 |
| 多数票 | 多数票         | 多数票    | 405   | 16.18 | 不適用 |

## 資料來源與註釋
1. ↑  . 香港民主民生協進會.   [2020-10-27]. （原始内容存档于2020-08-08） （中文（香港））.
2. ↑  . 屯門區議會. 2020-08-12  [2020-10-27]. （原始内容存档于2020-12-12） （中文（香港））.
3. ↑   (PDF).   [2020-09-21]. （原始内容存档 (PDF)于2021-01-22）.
4. ↑  . www.elections.gov.hk.   [2020-01-10].
5. ↑  . 東方日報. 2015-11-30  [2020-01-04]. （原始内容存档于2016-12-20）.
6. ↑  . www.elections.gov.hk.   [2020-01-10]. （原始内容存档于2020-03-28）.

## 外部連結
- 周啟廉的Facebook專頁
- 竹筍小薯 「傘運」青從政 笑談「跳傘」路（页面存档备份，存于）
- . 屯門區議會. 2020-08-12  [2020-10-27]. （原始内容存档于2020-12-12） （中文（香港））.
- . 香港民主民生協進會.   [2020-10-27]. （原始内容存档于2020-08-08） （中文（香港））.
- 周啟廉的Instagram帳戶
- 周啟廉的Telegram

| 議會席位      | 議會席位                                              | 議會席位        |
| ------------- | ----------------------------------------------------- | --------------- |
| 前任： 梁健文 | 屯門區議會 湖景選區區議員 2020年1月1日—2023年12月31日 | 末任 (選區改劃) |